# THE BEST OF NOKKO
『THE BEST OF NOKKO』（ザ・ベスト・オブ・ノッコ）は、NOKKOの1枚目のベスト・アルバム。

## 概要
- ソロ名義として初のベスト・アルバム。レコード会社をSony RecordsからBMGファンハウスに移籍したことに伴い発売された。なおこのアルバムの前月11月にはBMG JAPAN移籍第一弾シングル「水の中の小さな太陽」が発売していたが本作には未収録である。またソニー時代のシングル曲としては唯一「Vivace」が未収録となっている。

## 収録曲
1. CRAZY CLOUDS
作詞:TIM BRINKHURST、日本語詞:NOKKO, J.B.ALLWRIGHT、作曲:GOTA YASHIKI, NOKKO、編曲:TOTA YASHIKI
1stシングル。
I'llコーラス入りのシングル・ヴァージョンではなく、コーラスなしのアルバム・ヴァージョンで収録。
2. 奇跡のウェディングマーチ
作詞:NOKKO、作曲:NOKKO, TIM BRINKHURST, LEIGH GORMAN、編曲:GOTA YASHIKI
2ndシングル。
3. I WILL CATCH U
作詞:NOKKO, TIM BRINKHURST, RUZA BLUE、日本語詞:NOKKO、作曲:NOKKO, TOWA TEI、編曲:TOWA TEI
3rdシングル。
アルバム『CALL ME NIGHTLIFE』のイングリッシュ・ヴァージョンで収録。
4. 7 Ways to Love
作詞:PETER WIGGS, BOB STANLEY、日本語詞:NOKKO、作曲:PETER WIGGS, BOB STANLEY、編曲:ST.ETIENNE
アルバム『CALL ME NIGHTLIFE』のイングリッシュ・ヴァージョンで収録。
5. 人魚
作詞:NOKKO、作曲:筒美京平、編曲:鄭東和・清水信之
4thシングル。
6. ライブがはねたら (あいしてる Version)
作詞・作曲・編曲:NOKKO
5thシングル。
シングル・ヴァージョンは初収録。
7. アンテナ
作詞:NOKKO, Tae-Young Lee、作曲:井上大輔、編曲:岩崎工
6thシングル両A面1曲目。
8. パレード
作詞・作曲:NOKKO、編曲:岩崎工
7thシングル、アルバム初収録。
9. 天使のラブソング
作詞:NOKKO、作曲:岩崎工, NOKKO, Goh Hotoda, 岸利至、編曲:Goh Hotoda, 岸利至
8thシングル。
シングル・ヴァージョンは初収録。
10. ナチュラル
作詞:NOKKO・路木麻子、作曲:梅林茂・NOKKO、編曲:梅林茂
9thシングル。
11. ベルベット
作詞:NOKKO、作曲:NOKKO・山田貢司、編曲:石原眞,藤原マヒト
5thアルバム『RHYMING CAFE』収録曲。
12. 恋はあせらず
作詞・作曲:L.DOZIER-E.HOLLAND-B.HOLLAND
10thシングル両A面1曲目。
アルバム初収録。
13. GO GO HAPPY DAY (Single Mix)
作詞:路木麻子、作曲:山田貢司、編曲:NOKKO・石原眞
10thシングル両A面2曲目。